# Christina Santiago
Pour les articles homonymes, voir Santiago (homonymie).
Dalene Kurtis Carmella DeCesare
Christina Santiago (née le 5 octobre 1981 à Chicago, États-Unis) est une playmate, désignée playmate du mois d'août 2002 puis playmate de l'année 2003 par le magazine Playboy, photographiée par Arny Freytag. 
Elle favait été auparavant une des participantes à un show télévisé "Who Wants to Be a Playboy Centerfold?" ("Qui veut être Playmate de Playboy ?"), diffusé sur la chaine Fox en mai 2002 et auquel participèrent aussi, entre autres candidates, Lauren Anderson, Shallan Meiers et Carmella DeCesare, elles-mêmes futures playmates. 
Elle n'avait jamais posé nue auparavant, mais déclare n'en avoir pas été gênée.
Pour la première fois, et contrairement à toutes les Playmates de l'Année antérieures, sa photo n'apparaît pas sur la couverture du magazine de juin 2003 qui lui consacre l'article illustré habituel.

## Apparitions dans les numéros spéciaux dePlayboy
- Playboy's Playmates in Bed, décembre 2004 - pages 20-23
- Playboy's Nude Playmates, avril 2004 - pages 8-13
- Playboy's Book of Lingerie Vol. 95, janvier 2004 - pages 10-11
- Playboy's Playmates in Bed, novembre 2003 - pages 10-13
- Playboy's Nudes, septembre 2003
- Playboy's Playmate Review Vol. 19, août 2003 - couverture, pages 1-3, 54-63
- Playboy's Exotic Beauties Vol. 2, août 2003
- Playboy's Book of Lingerie Vol. 92, juillet 2003